# Тернівська волость (Гайсинський повіт)
Тернівська волость — історична адміністративно-територіальна одиниця Гайсинського повіту Подільської губернії з центром у містечку Тернівка.
Станом на 1885 рік складалася з 28 поселень, 11 сільських громад. Населення — 14 391 особа (7164 чоловічої статі та 7227 — жіночої), 1678 дворових господарств.
|                     | Площа, десятин | У тому числі орної, дес. |
| ------------------- | -------------- | ------------------------ |
| Сільських громад    | 11794          | 10618                    |
| Приватної власності | 15635          | 10905                    |
| Іншої власності     | 2354           | 1409                     |
| Загалом             | 29783          | 22932                    |

Основні поселення волості:
- Тернівка — колишнє власницьке містечко при струмкові за 55 верст від повітового міста, 1256 осіб, 193 дворових господарства, православна церква, костел, синагога, 3 єврейських молитовних будинки, 7 постоялих дворів, постоялий будинок, 38 лавок, 3 кузні, пивоварний завод, іконописна майстерня, 2 екіпажних фабрики, базари через 2 тижні.
- Берцівка — колишнє власницьке село, 606 осіб, 102 дворових господарства, православна церква, постоялий будинок, водяний млин.
- Дяківка — колишнє власницьке село при струмкові, 1100 осіб, 127 дворових господарств, православна церква, 2 постоялих будинки.
- Вікнине — колишнє власницьке село при струмкові, 791 особа, 141 дворове господарство, православна церква, постоялий будинок, водяний і вітряний млини.
- Пологи — колишнє власницьке село при річці Удич, 1202 особи, 188 дворових господарств, православна церква, постоялий будинок, водяний млин.
- Серебрія — колишнє власницьке село при струмкові, 730 осіб, 96 дворових господарств, православна церква, постоялий будинок.
- Серединка — колишнє власницьке село при річці Самаричка, 1086 осіб, 192 дворових господарства, православна церква, постоялий будинок, водяний млин.
- Сокиряни — колишнє власницьке село при річці Удич, 936 осіб, 156 дворових господарств, православна церква, постоялий будинок, кузня, водяний млин.
- Темна — колишнє власницьке село при струмкові, 630 осіб, 107 дворових господарств, православна церква, постоялий будинок.
- Тирлівка — колишнє власницьке село при струмкові, 770 осіб, 117 дворових господарств, православна церква, школа, постоялий будинок, 2 кузні, паровий млин, цегельний завод.
- Шляхове — колишнє власницьке село при струмкові, 2017 осіб, 242 дворових господарства, православна церква, школа, 2 постоялих будинки, винокурний завод.